# 粒子數
粒子數（particle number）是熱力學系統中的一個基本參數，常規用字母 N 表示，是該系統中的組成粒子數量。粒子數是與化學勢共軛的參數；不同於大多數的物理量，粒子數是一個無因次量。它是一個廣泛參數，其重要性是與系統的大小成正比，因此只有使用於封閉系統內才有意義。
一個組成粒子（constituent particle）或组分粒子，是一種在過程複雜的能量的尺度 k·T 上不能破碎的小塊，此處的K是波茲曼常數，T是溫度。例如，對於一個包含水蒸氣與活塞的熱力學系統，組成粒子是在系統內水分子的數量。有意義的組成粒子，因而粒子數是與溫度相關聯的。

## 粒子數的推定
粒子數的觀念是在理論上考慮的一個主要角色。實務上，主要在化學，給定的熱力學系統內的粒子數需要確定，但實際並非能夠直接用粒子數來度量。如果材料是均勻的，並且具有已知用摩爾為單位物質的量 n，粒子數N的關係可以被發現為：
N = nNA,
此處NA是亞佛加厥常數。

## 粒子數密度
相關的內含系統參數給出的是粒子數密度（或使用粒子數濃度，PNC），得到的是系統的粒子數除以體積。這個參數通常以小寫的字母n表示。

## 在量子力學
在量子力學過程中，粒子的總數可能不會保留。觀念因此推廣到粒子數運算子，那就是觀察粒子成分進行計數。在量子場論，粒子數運算元（見佛克態）與傳統的波（見相干態）是相位共軛。

## 在空氣品質
在空氣汙染的測量上使用的一項措施是懸浮粒子的大氣濃度。這項措施有時也稱為粒子數，但是它的表示通常是μg/m3 (微克每立方米)。